# Xã Sherman, Quận Cuming, Nebraska
Xã Sherman (tiếng Anh: Sherman Township) là một xã thuộc quận Cuming, tiểu bang Nebraska, Hoa Kỳ. Năm 2010, dân số của xã này là 544 người.